# Ramon Rosanas García-Galán
Ramon Rosanas García-Galán   (Badalona, 18 de març de 1966) és un dibuixant de còmics i il·lustrador badaloní conegut a nivell internacional pel seu treball als Estats Units sobretot per l'editorial Marvel Comics.

## Vida i obra
Ramon Rosanas va decidir dedicar-se a explicar històries dibuixant després de llegir còmics d'Astèrix quan era petit. Va començar a dibuixar còmics als 19 anys per la revista El Víbora d'Ediciones La Cúpula. Durant els inicis de la seva carrera també va dibuixar per a la revista de còmics Humor a Tope i Cimoc de Norma Editorial i va començar a fer algunes col·laboracions per a Marvel UK i per a Kōdansha. A més a més, Ramon Rosanas també va treballar de professor a l'escola Joso.
Al mateix temps va treballar en el camp de la il·lustració: va dibuixar per diaris i revistes com La Vanguardia, El País, Playboy i Elle, il·lustrant llibres per editorials com Simon & Schuster, Oxford University Press, Macmillan, Enciclopèdia Catalana, editorial Cruïlla, Edebé i dibuixant per agències publicitàries com McCann-Erickson, Young&Rubicam i JWT, entre d'altres. En el camp publicitari destaquen els seus dibuixos i storyboards per a marques com la Coca Cola, Amstel, Martini, Bank of Scotland i Goethe-Institut.
Posteriorment va començar a treballar per Marvel Comics USA i ha publicat el quart volum de la col·lecció WW2.2 per l'editorial francesa Dargaud i el primer volum de la sèrie Fraternités, titulat 1792, l'orde guillotiné de l'editorial Delcourt.

### Marvel Comics
Ramon Rosanas ha treballat dibuixant, entintant i acolorint a Marvel Comics des del 2008. Entre els super-herois que ha dibuixat per l'editorial americana destaquen Wolverine, Spider-Man, Deadpool, the Sentry (El Centinella), Hulk, els X-Men i Iron Man, entre d'altres.

## Obres
- Cimoc de Norma Editorial, 1981. Va col·laborar en els números 123 i 127.[10]
- Humor A Tope, 1982 de Norma Editorial. Va col·laborar en els números 24, 25, 26, 27, 28, 29, 30, 31 i 32.[11]
- Motormouth, número 12. 1993. Marvel UK. Ramon Rosanas hi participa en la tinta.[12]
- Cavall Fort, 1998 revista de còmics editats pels secretariats catequístics de Girona, Vic i Solsona/Fundació Cavall Fort, números 860 i 919.[2]
- The Age of Sentry, de Marvel Comics, 2009. Rosanas va dibuixar els números 1, 4 i 6.[13]
- Atlas de Marvel Comics, 2010. Rosanas va acolorir els dos primers capítols de la mini-sèrie i va dibuixar els números 3, 4 i 5. Va participar en tota la mini-sèrie.[14]
- Spider-Man 1602 de Marvel Comics, 2010. Rosanas ha dibuixat els números 1, 2, 3, 4 i 5.[15] També es va editar en format volum en un número únic.[16]
- World War Hulks número 1. Rosanas és un dels dibuixants del còmic-book.[17]
- X-Men Forever 2 número 16, de Marvel Comics, 2011.[18] També va dibuixar part del número 15.[19]
- Marvel's Iron Man 2 Adaptation de Marvel Comics, 2013. Va dibuixar els númerso 1 i 2 de l'adaptació al còmic de la Pel·lícula d'Iron Man 2.[20][21]
- Marvel's Iron Man 3 Prelude, 1, de Marvel Comiccs, 2013. Còmic preludi de la pel·lícula Iron Man 3.[22]
- WW 2.2, volum 4, Éliminer Vassili Zaïtsev, 2013, editorial Dargaud. Tracta sobre la Segona Guerra Mundial.[23][24]
- Fraternités T1: 1792, l'ordre guillotiné, 2013, sobre la francmaçoneria, Editorial Delcourt, França.[25][26]
- Ultimate Comics Wolverine (2013), número 1. Marvel Comics.[27]
- Night of the Living Deadpool, Marvel Comics, 2014. Rosanas ha dibuixat els números 1, 2, 3 i 4.

### Publicitat
Ha treballat fent il·lustracions per les agències de publicitat McCann Erickson, AdHoc Young & Rubicam, J. Walter Thompson, Momentum, Cathedral CC, Casadevall Pedreño & PRG, Tiempo BBDO, Círculo de Comunicación, Remo, Scholz and Friends i Imagina Comunicació. Les marques per les que ha fet il·lustracions són la Coca-Cola, Amstel, Martini, Pàgines grogues, el Corte Inglés, Intime, Associació Espanyola de Lluita Contra el Càncer, Edipresse, Bank of Scotland, Codorniu i Bancaja, entre d'altres.
El mes d'abril del 2011, al llibre que recull la millor publicitat feta l'any anterior a Espanya, Anuario del Club de Creativos, es va incloure la campanya per a Bancaja "Tu casa en la playa" en la qual hi ha una il·lustració del bussejador pintat a la paret d'una casa.